# Cleomenes multiplagatus
Cleomenes multiplagatus är en skalbaggsart som beskrevs av Pu 1992. Cleomenes multiplagatus ingår i släktet Cleomenes och familjen långhorningar. Inga underarter finns listade i Catalogue of Life.